# Gambelia sila
Espèce
Synonymes
- Crotaphytus silus Stejneger, 1890

Statut de conservation UICN

 EN B2ab(ii,iii,iv,v)c(iv) : En danger
Gambelia sila est une espèce de sauriens de la famille des Crotaphytidae.

## Répartition
Cette espèce est endémique de Californie aux États-Unis. Elle se rencontre dans la Vallée de San Joaquin.
Son nom vernaculaire en anglais est blunt-nosed leopard lizard (signifiant littéralement « lézard-léopard à nez plat »).

## Publication originale
- Stejneger, 1890 : Results of a biological survey of the San Francisco Mountain region and Desert of the Little Colorado, Arizona. Part V. Annotated list of reptiles and batrachians collected by Dr. C. Hart Merriam and Vernon Bailey on the San Francisco Mountain Plateau and Desert of the Little Colorado, Arizona, with descriptions of new Species. North American Fauna, no 3, p. 103-118 (texte intégral).